# Брянских, Пётр Алексеевич
Пётр Алексеевич Брянских (1896 — 1938) — советский военачальник, командующий войсками Приволжского военного округа, комкор (1937).  Расстрелян в 1938 году по  «делу Тухачевского». Реабилитирован посмертно.

## Биография
Родился в семье железнодорожного служащего. Окончил высшее начальное училище и коммерческое училище в Козлове в 1914 году.
С июня 1914 по май 1915 год — ученик-телеграфист в почтово-телеграфной конторе города Козлова Тамбовской губернии.
Весной 1915 г. призван в Русскую императорскую армию рядовым в запасный батальон лейб-гвардии Литовского полка. Там же окончил учебную команду и в декабре 1915 г. был направлен в 1-ю Петергофскую школу прапорщиков, которую окончил в мае 1916 года. Был произведён в офицеры и направлен в 190-й запасный полк на должность младшего офицера роты (город Клязьма). Вскоре с маршевой ротой убыл на фронт.
Воевал в Карпатах в составе 253-го Перекопского стрелкового полка с июля 1916 по сентябрь 1917 года. Командовал ротой и батальоном. Последний чин и должность в Русской армии — штабс-капитан, командир батальона 230-го запасного полка.
С сентября 1917 по октябрь 1918 года работал телеграфистом на станции Козлов.
В Красной армии по мобилизации с октября 1918 г. Участник Гражданской войны.
В октябре — декабре 1918 г. — командир роты 1-го стрелкового полка бригады имени Е. А. Дунаева.
С января по июнь 1919 года — командир батальона 192-го и 190-го стрелковых полков 22-й стрелковой дивизии.
С июля 1919 г. — командир 190-го стрелкового полка, с февраля 1920 года — командир 64-й стрелковой бригады той же дивизии.
Из аттестации на П. А. Брянских на должность командира бригады, подписанной начальником 22-й стрелковой дивизии: 

«В бою предприимчив. Хитёр и осторожен…».— начальник 22-й стрелковой дивизии И. Ф. Шарсков
 Кандидат в члены ВКП(б).
В 1922—1923 годах — помощник командира 28-й стрелковой дивизии, 22-й стрелковой дивизии.
В 1923 г. временно исполнял должность командира 37-й стрелковой дивизии.
В 1923—1925 годах — командир 36-й стрелковой дивизии.
В 1925 г. — командир 6-й стрелковой дивизии.
В 1925—1932 годах — командир 55-й стрелковой дивизии. Окончил Курсы усовершенствования командного состава.
В 1932—1937 годах — командир 10-го стрелкового корпуса, заместитель командующего Белорусским военным округом.
С ноября 1937 г. и до ареста — командующий войсками Приволжского военного округа. Проживал : г. Куйбышев, Пионерская ул., д.19, кв.1.

### Арест и расстрел
Арестован 18 июля 1938 года. Внесен в расстрельный список «Москва-центр» от 20 августа 1938 года (список № 2 «Бывш. военные работники)») — «за» 1-ю категорию Сталин, Молотов). Осуждён 29 августа 1938 г. Военной коллегией Верховного суда СССР по обвинению в участии в «военно-фашистском заговоре в РККА»  к высшей мере наказания. Расстрелян в день вынесения приговора вместе с группой осужденных ВКВС СССР фигурантов Сталинских расстрельных списков от 20.8.1938 г. (комдив Б. А. Кальпус, бригадный комиссар В. Г. Кольцов, полковник А. В. Емельянов-Сурик и др.). Реабилитирован посмертно  9 апреля 1955 года ВКВС СССР.

### Звания
- Прапорщик (1916);
- Штабс-капитан (1917);
- Комдив (20 ноября 1935);[3]
- Комкор (1937).

### Награды
- Орден Красного Знамени (1920).